# مگس ۲
مگس ۲ (به انگلیسی: The Fly II) فیلمی محصول سال ۱۹۸۹ و به کارگردانی کریس والاس است. در این فیلم بازیگرانی همچون اریک استولتس، دافنه زونیگا، لی ریچاردسون، هارلی کروس، جان گتز و گری چاک ایفای نقش کرده‌اند. این فیلم دنباله فیلم مگس است.